# ليريشت
ليريشت هي بلدية تقع في إقليم أرجيش في رومانيا.